# كارينا مورا
كارينا مورا (بالإسبانية: Karina Mora)‏ هي عارضة وممثلة مكسيكية، ولدت في 17 نوفمبر 1980 في ماردة في المكسيك.

## وصلات خارجية
- كارينا مورا على موقع IMDb (الإنجليزية)
- كارينا مورا على موقع قاعدة بيانات الفيلم (الإنجليزية)